# Нагаракертагама
Нагаракертагама (старояв. ꦏꦏꦮꦶꦤ꧀ꦤꦴꦒꦫꦏꦽꦠꦴꦒꦩ Kakawin Nāgarakṛtâgama — «государство, основанное на священной традиции»; индон. Kakawin Nagarakertagama; яв. ꦏꦏꦮꦶꦤ꧀ ꦤꦴꦒꦫꦏꦽꦠꦴꦒꦩ Kakawin Nagarakertagama; балийск. ᬓᬓᬧᬶᬦ᭄ᬓᬵᬕᬭᬓᬺᬢᬵᬕᬫ Kakawin Nagarakretagama) — древнеяванская поэма-какавин, написанная в 1365 году придворным поэтом государства Маджапахит Прапанчей.
Рассказывает о правителе Хаям Вуруке и его семье, об устройстве столицы Маджапахита и государства в целом, о его владениях и сопредельных территориях, о путешествиях Хаяма Вурука по стране. Включает также краткую хронику правления государей Сингасари и Маджапахита с 1232 по 1343 гг.
Важный источник по истории Явы XIV века. В то же время совершенство стиля, элементы аллегории, яркое выражение чувств и настроений поэта характеризует её как значительное произведение древнеяванской литературы.
Включён в реестр документального наследия ООН «Память мира».